# Puccinia erythrophus
Puccinia erythrophus ist eine Ständerpilzart aus der Ordnung der Rostpilze (Pucciniales). Der Pilz ist ein Endoparasit der Süßgrasgattungen Erianthus und Miscanthus. Symptome des Befalls durch die Art sind Rostflecken und Pusteln auf den Blattoberflächen der Wirtspflanzen. Sie kommt in Ostasien vor.

## Merkmale

### Makroskopische Merkmale
Puccinia erythrophus ist mit bloßem Auge nur anhand der auf der Oberfläche des Wirtes hervortretenden Sporenlager zu erkennen. Sie wachsen in Nestern, die als gelbliche bis braune Flecken und Pusteln auf den Blattoberflächen erscheinen.

### Mikroskopische Merkmale
Das Myzel von Puccinia erythrophus wächst wie bei allen Puccinia-Arten interzellulär und bildet Saugfäden, die in das Speichergewebe des Wirtes wachsen. Aecien oder Spermogonien der Art sind nicht bekannt. Die zimtbraunen Uredien der Art wachsen unterseitig auf den Blättern der Wirtspflanzen. Ihre haselnuss- bis zimtbraunen Uredosporen sind breitellipsoid bis eiförmig, 25–33 × 18–23 µm groß und fein stachelwarzig. Die unterseitig wachsenden Telien sind schokoladenbraun, früh unbedeckt und zusammenfließend. Die haselnussbraunen Teliosporen sind zweizellig, in der Regel ellipsoid und 33–45 × 16–20 µm groß; ihre Stiele sind farblos bis bräunlich und bis zu 130 µm lang.

## Verbreitung
Das bekannte Verbreitungsgebiet von Puccinia erythrophus umfasst das östliche Russland, China, Japan und die Philippinen.

## Ökologie
Die Wirtspflanzen von Puccinia erythrophus sind die Süßgrasgattungen Erianthus und Miscanthus. Der Pilz ernährt sich von den im Speichergewebe der Pflanzen vorhandenen Nährstoffen, seine Sporenlager brechen später durch die Blattoberfläche und setzen Sporen frei. Die Art verfügt über einen Entwicklungszyklus, von dem bislang lediglich Telien und Uredien sowie deren Wirt bekannt sind; Spermogonien und Aecien konnten dem Pilz nicht zugeordnet werden.